# 공주 석장리 구석기축제
공주 석장리 구석기축제는 충청남도 공주시 석장리동 공주 석장리 유적 인근에서 열리는 구석기축제이다.

## 같이 보기
- 연천 전곡리 구석기축제